# Hermann Knoll
Hermann Knoll (1931.) je bivši austrijski hokejaš na travi i hokejaš na ledu. 
U hokeju na travi je igrao na mjestu igrača sredine terena.
Na hokejaškom turniru na Olimpijskim igrama 1952. u Helsinkiju je po jednim izvorima igrao za Austriju, koja je ispala u četvrtzavršnici, a nakon razigravanja po kup-sustavu osvojila 7. mjesto.
Službeno izvješće od ovih igara navodi 144 natjecatelja, no u "natjecateljskom indeksu" su popisana 147-orica igrača. On, Belgijanac Jean-Jacques Moucq i Poljak Tadeusz Adamski prema izvješću se nisu natjecali na glavnom turniru. Knoll na tom turniru se ne nalazi kao natjecatelj niti u bazi podaka Austrijskog olimpijskog odbora
1956. i 1964. je sudjelovao na OI na turnirima u hokeju na ledu.
Na hokejaškom turniru na Olimpijskim igrama 1956. u Cortini d'Ampezzo je igrao za Austriju koja je završila na zadnjem, 10. mjestu.
Na hokejaškom turniru na Olimpijskim igrama 1960. u Innsbrucku je igrao za Austriju koja je završila na 13. mjestu.